# Macrocoma calliptoides
Macrocoma calliptoides is een keversoort uit de familie bladkevers (Chrysomelidae). De wetenschappelijke naam van de soort werd in 1996 gepubliceerd door Lopatin.